# Комерс Сити (Колорадо)
Комерс Сити (енгл. Commerce City) град је у америчкој савезној држави Колорадо.

## Демографија
По попису из 2010. године број становника је 45.913, што је 24.922 (118,7%) становника више него 2000. године.
| Група             | 2000.          | 2010.          |
| Белци             | 8.931 (42,5%)  | 21.035 (45,8%) |
| Афроамериканци    | 428 (2,0%)     | 1.436 (3,1%)   |
| Азијати           | 132 (0,6%)     | 1.023 (2,2%)   |
| Хиспаноамериканци | 11.096 (52,9%) | 21.509 (46,8%) |
| Укупно            | 20.991         | 45.913         |